# إدوارد ميرفي (مجدف)
إدوارد ميرفي (بالإنجليزية: Edward B. Murphy)‏ هو مجدف أمريكي، ولد في 30 أكتوبر 1971 في West Newton, Massachusetts ‏ في الولايات المتحدة.

## وصلات خارجية
- إدوارد ميرفي على موقع الاتحاد الدولي للتجديف (الإنجليزية)
- إدوارد ميرفي على موقع اللجنة الأولمبية الدولية (الإنجليزية)
- إدوارد ميرفي على موقع أوليمبيديا (الإنجليزية)